# Древини
Древини (укр. Древині) — село в Иваничевской поселковой общине Владимирского района Волынской области Украины.
До 2020 года входило в Иваничевский район.
Код КОАТУУ — 0721183403. Население по переписи 2001 года составляет 666 человек. Почтовый индекс — 45327. Телефонный код — 3372. Занимает площадь 6,3 км².